# National Women's Soccer League 2020
La National Women's Soccer League 2020 fue la 8.ª edición de la National Women's Soccer League (NWSL), la máxima categoría del fútbol femenino en Estados Unidos. Si se incluyen los torneos predecesores de la NWSL, la Women's Professional Soccer (2009-2011) y la Women's United Soccer Association (2001-2003), esta fue la 14.ª temporada aprobada por la FIFA en esa categoría.
En esta temporada y por segunda vez consecutiva, el defensor tanto del NWSL Shield como del campeonato fue el North Carolina Courage.
El inicio de la temporada estaba programado para el 18 de abril, pero se canceló debido a la pandemia del coronavirus. En su lugar se comenzó a jugar la NWSL Challenge Cup 2020 a finales de junio.
El 25 de agosto, la NWSL anunció que se jugaría un campeonato de otoño, la Fall Series, del 5 de septiembre al 17 de octubre, para continuar con la temporada 2020.

## Formato
La competición consiste de 9 equipos y se divide en dos fases: la temporada regular y la fase de eliminatorias.
La temporada regular consta de 108 partidos en los cuales los equipos se enfrentan 3 veces entre sí, jugando cada uno de ellos un total de 24 partidos (12 de local y 12 de visitante). El equipo que finalice primero obtiene el NWSL Shield y los 4 primeros avanzan a la siguiente fase de eliminatorias, en donde el puesto 1° de la fase regular se enfrenta al 4° y el puesto 2° al 3°.

## Equipos
| Equipo                 | Ciudad                   | Entrenador       | Estadio             | Capacidad |
| ---------------------- | ------------------------ | ---------------- | ------------------- | --------- |
| Chicago Red Stars      | Bridgeview, Illinois     | Rory Dames       | SeatGeek Stadium    | 20.000    |
| Houston Dash           | Houston, Texas           | James Clarkson   | BBVA Stadium        | 7.000     |
| North Carolina Courage | Cary, Carolina del Norte | Paul Riley       | Sahlen's Stadium    | 10.000    |
| Orlando Pride          | Orlando, Florida         | Marc Skinner     | Exploria Stadium    | 25.500    |
| Portland Thorns        | Portland, Oregón         | Mark Parsons     | Providence Park     | 25.218    |
| Reign FC               | Tacoma, Washington       | Farid Benstiti   | Cheney Stadium      | 6.500     |
| Sky Blue FC            | Harrison, Nueva Jersey   | Freya Coombe     | Red Bull Arena      | 25.000    |
| Utah Royals FC         | Sandy, Utah              | Craig Harrington | Rio Tinto Stadium   | 20.213    |
| Washington Spirit      | Germantown, Maryland     | Richie Burke     | Audi Field          | 20.000    |
| Washington Spirit      | Germantown, Maryland     | Richie Burke     | Segra Field         | 5.000     |
| Washington Spirit      | Germantown, Maryland     | Richie Burke     | Maryland SoccerPlex | 4.000     |

1. ↑  Houston Dash limita la venta de entradas a 7.000 cuando juega de local. La capacidad máxima de su estadio es de 22.039 personas.[5]
2. ↑  En esta temporada, el Spirit jugará cuatro partidos en cada estadio.[6]

### Cambio de entrenadores
| Equipo         | Ent. saliente              | Motivo                  | Fecha de puesto vacante | Nuevo entrenador           | Fecha de nombramiento   | Ref.        |
| -------------- | -------------------------- | ----------------------- | ----------------------- | -------------------------- | ----------------------- | ----------- |
| Reign FC       | Vlatko Andonovski          | Renuncia                | 28 de octubre de 2019   | Farid Benstiti             | 17 de enero de 2020     | [ 7 ] [ 8 ] |
| Sky Blue FC    | Freya Coombe (interina)    | Fin de período interino | 17 de diciembre de 2019 | Freya Coombe               | 17 de diciembre de 2019 | [ 9 ]       |
| Utah Royals FC | Laura Harvey               | Acuerdo mutuo           | 6 de enero de 2020      | Scott Parkinson (interino) | 6 de enero de 2020      | [ 10 ]      |
| Utah Royals FC | Scott Parkinson (interino) | Fin de período interino | 7 de febrero de 2020    | Craig Harrington           | 7 de febrero de 2020    | [ 11 ]      |

## Challenge Cup
La NWSL Challenge Cup 2020 se comenzó a jugar el 27 de junio para celebrar el regreso de la NWSL luego de que la temporada original se suspendiera a causa de la pandemia del coronavirus.
Houston Dash fue el campeón del torneo y obtuvo el primer título en su historia al derrotar a Chicago Red Stars por 2 a 0.

### Clasificación
| Pos. | Equipo                 | Pts. | PJ | G | E | P | GF | GC | Dif. | Clasificación                       |
| ---- | ---------------------- | ---- | -- | - | - | - | -- | -- | ---- | ----------------------------------- |
| 1    | North Carolina Courage | 12   | 4  | 4 | 0 | 0 | 7  | 1  | +6   | Avanzan a la ronda de eliminatorias |
| 2    | Washington Spirit      | 7    | 4  | 2 | 1 | 1 | 4  | 4  | 0    | Avanzan a la ronda de eliminatorias |
| 3    | OL Reign               | 5    | 4  | 1 | 2 | 1 | 1  | 2  | −1   | Avanzan a la ronda de eliminatorias |
| 4    | Houston Dash (C)       | 4    | 4  | 1 | 1 | 2 | 5  | 6  | −1   | Avanzan a la ronda de eliminatorias |
| 5    | Utah Royals FC (H)     | 4    | 4  | 1 | 1 | 2 | 4  | 5  | −1   | Avanzan a la ronda de eliminatorias |
| 6    | Chicago Red Stars      | 4    | 4  | 1 | 1 | 2 | 2  | 3  | −1   | Avanzan a la ronda de eliminatorias |
| 7    | Sky Blue FC            | 4    | 4  | 1 | 1 | 2 | 2  | 3  | −1   | Avanzan a la ronda de eliminatorias |
| 8    | Portland Thorns FC     | 3    | 4  | 0 | 3 | 1 | 2  | 3  | −1   | Avanzan a la ronda de eliminatorias |

 Fuente: NWSL
Criterios de clasificación: 
Notas:
1. 1 2  Chicago Red Stars quedó por encima de Sky Blue FC por tener menos tarjetas amarillas.

### Eliminatorias
|  | Cuartos de final | Cuartos de final       | Cuartos de final |                    |   | Semifinales       | Semifinales | Semifinales |  |   | Final        | Final | Final |  |
|  |                  |                        |                  |                    |   |                   |             |             |  |   |              |       |       |  |
|  |                  |                        |                  |                    |   |                   |             |             |  |   |              |       |       |  |
|  | 1                | North Carolina Courage | 0                |                    |   |                   |             |             |  |   |              |       |       |  |
|  | 1                | North Carolina Courage | 0                |                    |   |                   |             |             |  |   |              |       |       |  |
|  | 8                | Portland Thorns FC     | 1                |                    |   |                   |             |             |  |   |              |       |       |  |
|  | 8                | Portland Thorns FC     | 1                |                    | 1 | Houston Dash      | 1           |             |  |   |              |       |       |  |
|  |                  |                        |                  |                    | 1 | Houston Dash      | 1           |             |  |   |              |       |       |  |
|  |                  |                        | 2                | Portland Thorns FC | 0 |                   |             |             |  |   |              |       |       |  |
|  | 4                | Houston Dash           | 2                | Portland Thorns FC | 0 | 0 (3)             |             |             |  |   |              |       |       |  |
|  | 4                | Houston Dash           |                  |                    |   |                   |             |             |  |   |              |       |       |  |
|  | 5                | Utah Royals FC         | 0 (2)            |                    |   |                   |             |             |  |   |              |       |       |  |
|  | 5                | Utah Royals FC         | 0 (2)            |                    |   |                   |             |             |  | 1 | Houston Dash | 2     |       |  |
|  |                  |                        |                  |                    |   |                   |             |             |  | 1 | Houston Dash | 2     |       |  |
|  |                  |                        | 2                | Chicago Red Stars  | 0 |                   |             |             |  |   |              |       |       |  |
|  | 3                | OL Reign               | 2                | Chicago Red Stars  | 0 | 0 (3)             |             |             |  |   |              |       |       |  |
|  | 3                | OL Reign               |                  |                    |   |                   |             |             |  |   |              |       |       |  |
|  | 6                | Chicago Red Stars      | 0 (4)            |                    |   |                   |             |             |  |   |              |       |       |  |
|  | 6                | Chicago Red Stars      | 0 (4)            |                    | 3 | Chicago Red Stars | 3           |             |  |   |              |       |       |  |
|  |                  |                        |                  |                    | 3 | Chicago Red Stars | 3           |             |  |   |              |       |       |  |
|  |                  |                        | 4                | Sky Blue FC        | 2 |                   |             |             |  |   |              |       |       |  |
|  | 2                | Washington Spirit      | 4                | Sky Blue FC        | 2 | 0 (3)             |             |             |  |   |              |       |       |  |
|  | 2                | Washington Spirit      |                  |                    |   |                   |             |             |  |   |              |       |       |  |
|  | 7                | Sky Blue FC            | 0 (4)            |                    |   |                   |             |             |  |   |              |       |       |  |
|  | 7                | Sky Blue FC            | 0 (4)            |                    |   |                   |             |             |  |   |              |       |       |  |
|  |                  |                        |                  |                    |   |                   |             |             |  |   |              |       |       |  |

## Fall Series
Las Fall Series se jugaron del 5 de septiembre al 17 de octubre. Consistió en 18 partidos y los 9 participantes se dividieron en 3 grupos de 3 equipos cada uno. En cada grupo los equipos jugaron un ida y vuelta con los otros dos rivales. El formato se pensó de este modo para minimizar el viaje de los planteles en el contexto de la pandemia por el COVID-19.
Portland Thorns FC se consagró campeón del torneo.
| Grupo Oeste                                      | Grupo Noreste                                         | Grupo Sur                                               |
| ------------------------------------------------ | ----------------------------------------------------- | ------------------------------------------------------- |
| - OL Reign - Portland Thorns FC - Utah Royals FC | - Chicago Red Stars - Sky Blue FC - Washington Spirit | - North Carolina Courage - Orlando Pride - Houston Dash |

### Clasificación
| Pos. | Equipo                 | Pts. | PJ | G | E | P | GF | GC | Dif. |
| ---- | ---------------------- | ---- | -- | - | - | - | -- | -- | ---- |
| 1    | Portland Thorns FC (C) | 10   | 4  | 3 | 1 | 0 | 10 | 3  | +7   |
| 2    | Houston Dash           | 9    | 4  | 3 | 0 | 1 | 12 | 7  | +5   |
| 3    | Washington Spirit      | 7    | 4  | 2 | 1 | 1 | 5  | 4  | +1   |
| 4    | Sky Blue FC            | 6    | 4  | 2 | 0 | 2 | 6  | 7  | −1   |
| 5    | North Carolina Courage | 5    | 4  | 1 | 2 | 1 | 8  | 10 | −2   |
| 6    | Chicago Red Stars      | 4    | 4  | 1 | 1 | 2 | 7  | 7  | 0    |
| 7    | OL Reign               | 4    | 4  | 1 | 1 | 2 | 6  | 8  | −2   |
| 8    | Orlando Pride          | 2    | 4  | 0 | 2 | 2 | 5  | 8  | −3   |
| 9    | Utah Royals FC         | 2    | 4  | 0 | 2 | 2 | 3  | 8  | −5   |

 Fuente: NWSL

### Resultados
Los horarios corresponden a la hora del este (ET) de Estados Unidos: UTC-4
| Resultados             | Resultados                                                 | Resultados             | Resultados             | Resultados       | Resultados |
| Local                  | Resultado                                                  | Visitante              | Estadio                | Fecha            | Hora       |
| ---------------------- | ---------------------------------------------------------- | ---------------------- | ---------------------- | ---------------- | ---------- |
| Washington Spirit      | 1 - 2                                                      | Sky Blue FC            | Segra Field            | 5 de septiembre  | 13:00      |
| Washington Spirit      | 2 - 1                                                      | Chicago Red Stars      | Segra Field            | 12 de septiembre | 12:00      |
| North Carolina Courage | 4 - 3                                                      | Houston Dash           | Sahlen's Stadium       | 12 de septiembre | 15:30      |
| Portland Thorns FC     | 4 - 1                                                      | OL Reign               | Providence Park        | 30 de septiembre | 22:00      |
| North Carolina Courage | 0 - 0 Archivado el 10 de enero de 2022 en Wayback Machine. | Orlando Pride          | Sahlen's Stadium       | 19 de septiembre | 13:00      |
| Chicago Red Stars      | 4 - 1                                                      | Sky Blue FC            | SeatGeek Stadium       | 20 de septiembre | 13:00      |
| Portland Thorns FC     | 3 - 0                                                      | Utah Royals FC         | Providence Park        | 20 de septiembre | 15:00      |
| Chicago Red Stars      | 1 - 1                                                      | Washington Spirit      | SeatGeek Stadium       | 26 de septiembre | 13:00      |
| Utah Royals FC         | 2 - 2                                                      | OL Reign               | Rio Tinto Stadium      | 26 de septiembre | 15:30      |
| Houston Dash           | 3 - 1 Archivado el 3 de abril de 2023 en Wayback Machine.  | Orlando Pride          | BBVA Stadium           | 26 de septiembre | 20:30      |
| Sky Blue FC            | 0 - 1                                                      | Washington Spirit      | Montclair State        | 3 de octubre     | 12:30      |
| Utah Royals FC         | 1 - 1                                                      | Portland Thorns FC     | Rio Tinto Stadium      | 3 de octubre     | 22:00      |
| Houston Dash           | 4 - 1                                                      | North Carolina Courage | BBVA Stadium           | 4 de octubre     | 19:00      |
| Orlando Pride          | 1 - 2 Archivado el 26 de julio de 2022 en Wayback Machine. | Houston Dash           | Osceola County Stadium | 9 de octubre     | 17:00      |
| Sky Blue FC            | 3 - 1                                                      | Chicago Red Stars      | Montclair State        | 10 de octubre    | 12:30      |
| OL Reign               | 1 - 2                                                      | Portland Thorns FC     | Cheney Stadium         | 10 de octubre    | 20:00      |
| Orlando Pride          | 3 - 3                                                      | North Carolina Courage | Exploria Stadium       | 17 de octubre    | 16:00      |
| OL Reign               | 2 - 0                                                      | Utah Royals FC         | Cheney Stadium         | 17 de octubre    | 20:00      |
| 1. 2.                  |                                                            |                        |                        |                  |            |